# Bohumír Stehlík
Bohumír Stehlík (* 1990 in Prag) ist ein tschechischer Pianist.

## Werdegang
Er studierte an der Musikhochschule in Prag bei Irina Kondratenko und Frantisek Maly und er erhielt seinen Master am Edsberg Music Institute, Teil der Königlichen Musikhochschule Stockholm, bei Mats Widlund. Weiterhin studierte er Dirigieren bei Jiri Smutny. Er gewann  Preise bei den internationalen Musikwettbewerben „Virtuosi per Musica di Pianoforte“, „Concertino Praga“, „Stockholm International Music Competition“, „Yamaha Scholarship Award“, „Chieri International Music Competition Citta di Chieri“, „Salieri-Zinneti Chamber Music Competition“, „ProMusicis International Award“ in Frankreich, „ISA Open Awards“ in Österreich.

## Künstlerische Tätigkeit
Aufgrund seiner Leidenschaft für Kammermusik konzertierte er regelmäßig bei dem Moritzburg Festival, dem D’Accord-Festival, dem Schönberger Musiksommer, dem Trelleborg International Piano Festival, dem ICMF Stavanger, dem Stockholm Piano Festival. Dabei arbeitete er mit der Flötistin Jana Jarkovska, dem Cellisten Mathias Johansen, der Geigerin Martina Trumpp, dem Schauspieler Frederic Böhle. Er unterrichtet an der Janácek Akademie für Musik und darstellende Kunst in Brno (JAMU) und dem Music College Ingesund – University of Karlstad und nahm für das tschechische Radio auf.